# 約束だよ
「約束だよ」（やくそくだよ）は、林原めぐみの1枚目のシングル。1989年5月25日にポリドールから発売された。

## 概要
表題曲「約束だよ」 は、日本、西ドイツ、フランス、オランダで共同制作され、1989年からテレビ東京系列で放送された子供向けテレビアニメ『小さなアヒルの大きな愛の物語 あひるのクワック』のオープニングテーマとして使用された。同作の原作者ヘルマン・ヴァン・ヴェーンが書いた劇中曲を日本語に訳したものを歌っている。
1990年代半ば頃からの林原人気から、林原の初期の作品を望むファンの要望があり、また、アルバム未収録でもあったため、1997年3月5日にポリグラムより再リリースされた。歌手デビュー25周年を記念して2015年6月17日にスターチャイルドより発売されたベスト・アルバム『タイムカプセル』にも収録されている。
本作は最初に発売された林原めぐみ個人名義のシングルではあるが、林原個人名義で発表された最初の楽曲は、1989年4月21日発売の『機動戦士ガンダム0080 ポケットの中の戦争 Sound Sketch II』収録の「夜明けのShooting Star」であり、本格的なデビューシングルは2年後にリリースする「虹色のSneaker」となる。なお、Yahoo!ミュージックなど一部のメディアでは「November Rain」が1枚目のシングルとして扱われている。

## 収録曲
（全作詞・作曲：Herman van Veen、詞訳：さかたかずこ、編曲：加藤みちあき）
1. 約束だよ "Kwak's Song (Spetter, Pieter, Pater)" [4:00]
  - テレビアニメ『あひるのクワック』オープニングテーマ
2. ハッピー・ハッピー "Alfred's Wark (Zo vrolijk)" [3:12]
  - テレビアニメ『あひるのクワック』エンディングテーマ

## 収録アルバム
| 曲名               | 収録アルバム                                    | 発売日        | 規格品番     |
| ------------------ | ----------------------------------------------- | ------------- | ------------ |
| 約束だよ           | 『80'sメモリアル・アイドル ファースト・キッス』 | 2006年3月29日 | UICZ-8002〜4 |
| 約束だよ           | 『タイムカプセル』                              | 2015年6月17日 | KICS-3192〜4 |
| ハッピー・ハッピー | 『タイムカプセル』                              | 2015年6月17日 | KICS-3192〜4 |